# Hans Wilhelm von Suckow
Hans Wilhelm von Suckow ou simplesmente Major Suckow (Warin, 28 de agosto de 1797 — Rio de Janeiro, 7 de janeiro de 1869) foi um militar e empresário alemão.
Em 1815, aos 18 anos participou da Batalha de Waterloo, onde comandou um piquete de lanceiros junto às forças do marechal Blücher.
Tenente reformado do exército da Prússia, emigrou para Brasil em 1824, para participar do Corpo de Estrangeiros, onde foi reformado como major.
Depois de reformado permaneceu no Rio, estabelecido no Largo de São Francisco, onde iniciou e depois monopolizou o serviço de transporte da região com aluguel de carruagens. Também importava, fabricava e alugava carros para casamentos, enterros, batizados e outras ocasiões solenes, ficando conhecido como o "Major dos Carros".
Foi também um incentivador do turfe na importação e  criação de cavalos de corrida e na organização do Jockey Club, no Rio de Janeiro, em 1868, que mais tarde unindo-se outra entidade, o Derby Club, formaria o Jockey Club Brasileiro. É considerado o patrono do turfe no Brasil. Existe no turfe brasileiro uma corrida chamada Grande Prêmio Major Suckow.
Casou em 1829 com Ana Luísa Motas com quem teve 6 filhos.

## Homenagens
- Grande Prêmio Major Suckow - disputado anualmente no Hipódromo da Gávea
- Rua Major Suckow - no bairro Rocha, cidade do Rio de Janeiro